# Álgebra

A fórmula quadrática expressa a solução de uma equação ax^{2} + bx + c = 0, onde a é diferente de zero, em termos dos coeficientes a, b e c.

Álgebra é o ramo da matemática que estuda a manipulação formal de equações, operações matemáticas, polinômios e estruturas algébricas.
A álgebra é um dos principais ramos da matemática pura, juntamente com a geometria, topologia, análise, e teoria dos números.
O termo álgebra, na verdade, compreende um espectro de diferentes ramos da matemática, cada um com suas especificidades. Na álgebra estudam-se várias áreas.
A álgebra elementar, que frequentemente faz parte do currículo no ensino secundário, introduz o conceito de variável representativa de números.
Expressões usando estas variáveis são manipuladas usando as regras de operação aplicáveis a números, como a adição. Estes conceitos podem ser usados, por exemplo, na Resolução de equações. Por sua vez, a adição e a multiplicação podem ser generalizadas e as suas definições exactas  conduzem a estruturas tais como os grupos, anéis e corpos, que são estudados na área da matemática intitulada álgebra abstrata.

## Etimologia
O vocábulo "álgebra" e “algebrista” são derivado do termo al-jabr, que na língua árabe significa “arte de reunir ossos quebrados” ou "cirurgião-barbeiro", aquele que faz "reunião" ou "conexão". Quatro séculos depois (século XII), Robert de Chester traduziu a frase para o latim, como "Liber Algebrae et almucabala".
A vocábulo "álgebra" no sentido de conexão, foi usado matematicamente, entre os anos 813 e 833, em um tratado escrito pelo matemático persa Alcuarismi, intitulado "Livro da Restauração e do Balanceamento" (ou em árabe "Al-jabr w’al muqabalah") Com o objetivo de ensinar soluções para os problemas matemáticos cotidianos da época de forma didática.

## Classificação
De uma forma geral pode-se organizar a álgebra como:
- Álgebra universal;
- Álgebra abstrata;
- Álgebra elementar;
- Álgebra computacional;
- Álgebra linear.

## História

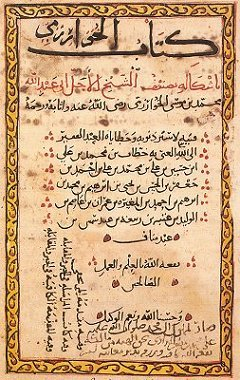
Uma página do tratado al-Kitāb al-mukhtaṣar fī ḥisāb al-jabr wa-l-muqābala, de Al-Khwarizmi, de 830.

As origens da álgebra se encontram na antiga Babilônia, cujos matemáticos desenvolveram um sistema aritmético avançado, com o qual puderam fazer cálculos algébricos. Com esse sistema eles foram capazes de aplicar fórmulas e calcular soluções para incógnitas numa classe de problemas que, hoje, seriam resolvidos como equações lineares, equações quadráticas e equações indeterminadas.
Por outro lado, a maioria dos matemáticos egípcios desta era e a maioria dos matemáticos indianos, gregos e chineses do primeiro milênio a.C. normalmente resolviam estas equações por métodos geométricos, como descrito no Papiro Rhind, Sulba Sutras, Elementos de Euclides e Os Nove Capítulos da Arte Matemática. Os estudos geométricos dos gregos, consolidado nos Elementos, deram a base para a generalização de fórmulas, indo além da solução de problemas particulares para sistemas gerais para especificar e resolver equações.
Na data de 1140, Robert de Chester traduziu o título árabe para o latim, como Liber Algebrae et almucabala. No século XVI, é encontrado em inglês como Algiebar and Almachabel, e em várias outras formas, mas foi finalmente encurtado para Álgebra. As palavras significam "restauração e oposição".
No Kholâsat Al-Hisâb ("Essência da Aritmética"), Behâ Eddin (cerca de 1600 d.C.) escreve: "o membro que é afetado por um sinal de menos será aumentado e o mesmo adicionado ao outro membro, isto sendo álgebra; os termos homogêneos e iguais serão então cancelados, isto sendo al-muqâbala".
Os mouros levaram a palavra al-jabr para a Espanha, um algebrista sendo um restaurador ou alguém que conserta ossos quebrados. Por isso, Miguel de Cervantes em Dom Quixote (II, cap. 15) é feita menção a "um algebrista que atendeu ao infeliz Sansão". Em certo tempo não era raro ver sobre a entrada de uma barbearia as palavras "Algebrista y Sangrador" (Smith, Vol. 2, páginas 389-90).
O uso mais antigo da palavra álgebra no inglês em seu sentido matemático foi por Robert Recorde no The Pathwaie to Knowledge ("O Caminho para o Conhecimento") em 1551: "também a regra da falsa posição, que traz exemplos não somente comuns, mas alguns pertinentes à regra da Álgebra".
"Álgebras" (no plural) aparece em 1849 no Trigonometry and Double Algebra ("Trigonometria e Dupla Álgebra") de Augustus de Morgan: 
É mais importante que o estudante tenha em mente que, com uma exceção, nenhuma palavra ou sinal de aritmética ou álgebra tem um átomo de significado ao longo deste capítulo, cujo objeto são os símbolos, e suas leis de combinação, dando uma álgebra simbólica (página 92) a qual pode daqui em diante se tornar a gramática de cem álgebras significativas e distintas. [Coleção de Matemática Histórica da Universidade de Michigan].
A expressão "uma álgebra" também é encontrada em 1849 no Trigonometry and Double Algebra ("Trigonometria e Dupla Álgebra") de Augustus de Morgan:
A linguagem ordinária tem métodos de assinalamento instantâneo de significado a termos contraditórios: e assim ela tem analogias mais fortes com uma álgebra (se houvesse uma tal coisa) na qual estão pré-organizadas regras para explicar novos símbolos contraditórios à medida que surgem, do que em uma [álgebra] na qual uma única instância deles demanda uma imediata revisão de todo o dicionário. [Coleção de Matemática Histórica da Universidade de Michigan].
Começou a ser usada na Europa para designar os sistemas de equações com uma ou mais incógnitas a partir do século XI.

### Notação algébrica
A notação algébrica utilizada hoje normalmente por nós começou com François Viète e foi configurada na forma atual por René Descartes.
Antes disso, os processos para achar as raízes de equações dos babilônios, gregos, hindus, árabes e mesmo dos algebristas italianos do século XV eram formulados com palavras e às vezes até com versos (Índia).
Viète adotou vogais para representar as variáveis e incógnitas, e consoantes para representar as constantes. Atualmente, constantes são representadas pelas primeiras letras do alfabeto e variáveis pelas finais (principalmente, mas não exclusivamente, x).